# Hẻm núi Kraków

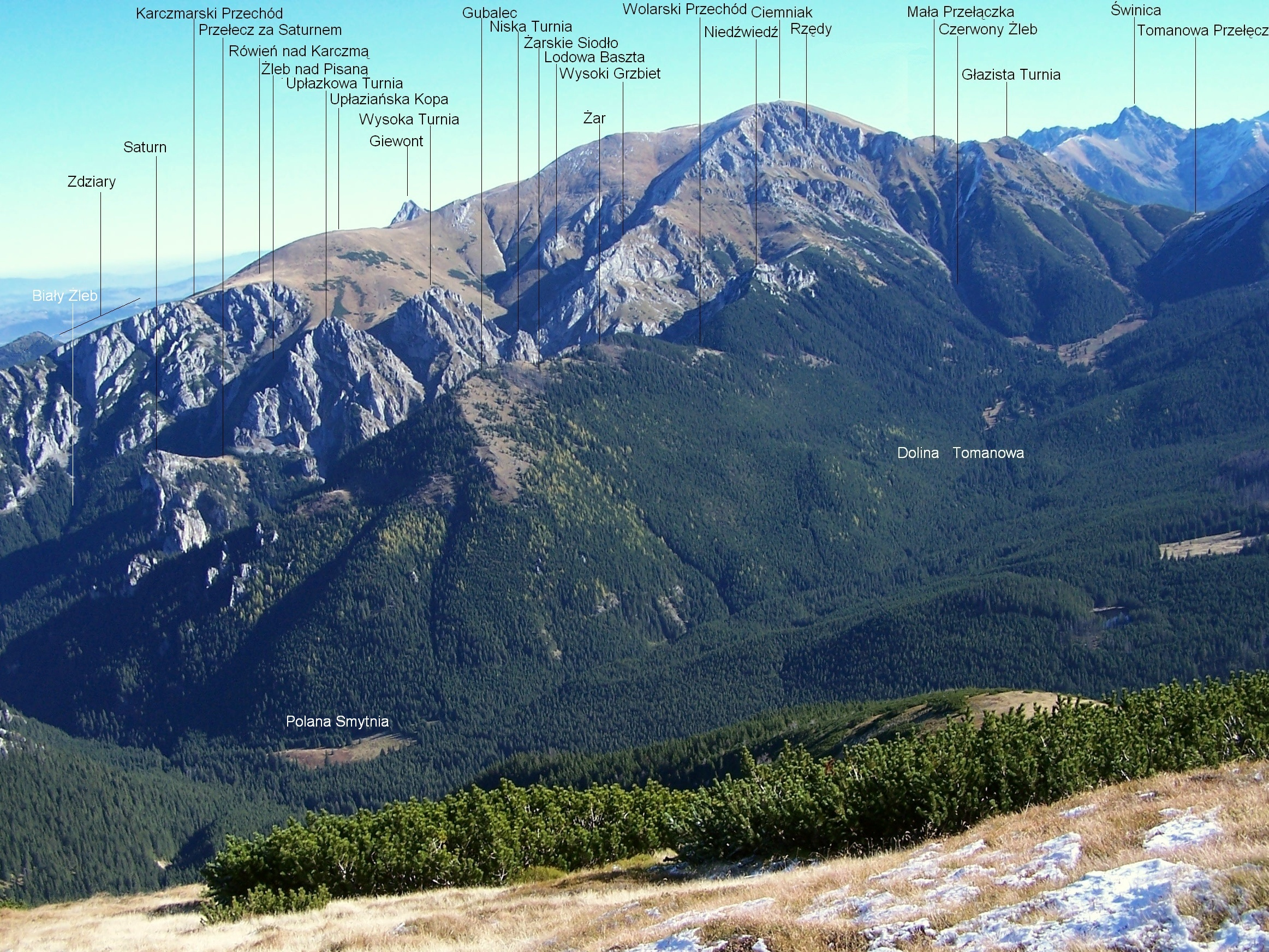
Quang cảnh hẻm núi Kraków từ Ornak

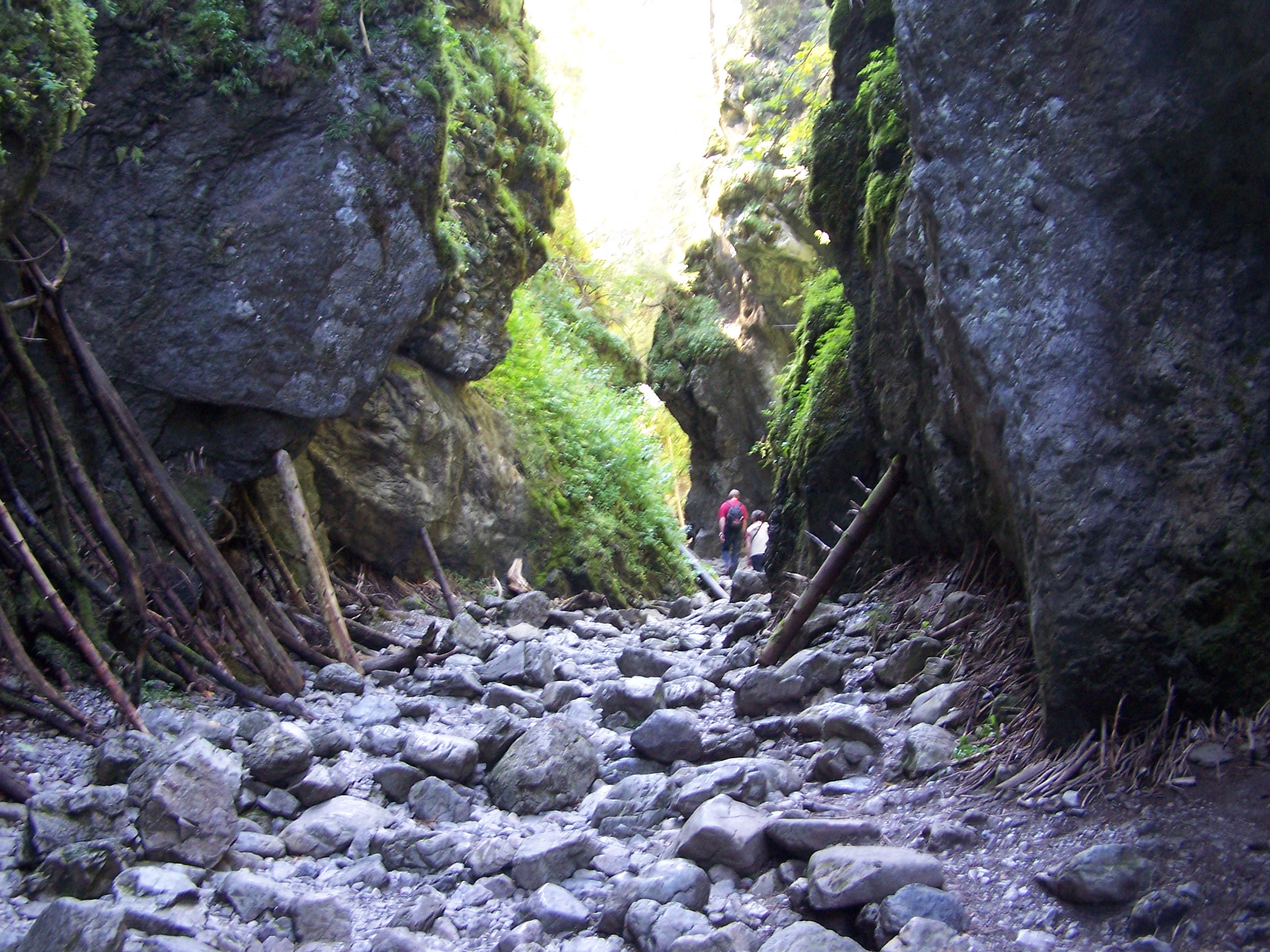
Tuyến du lịch khe núi

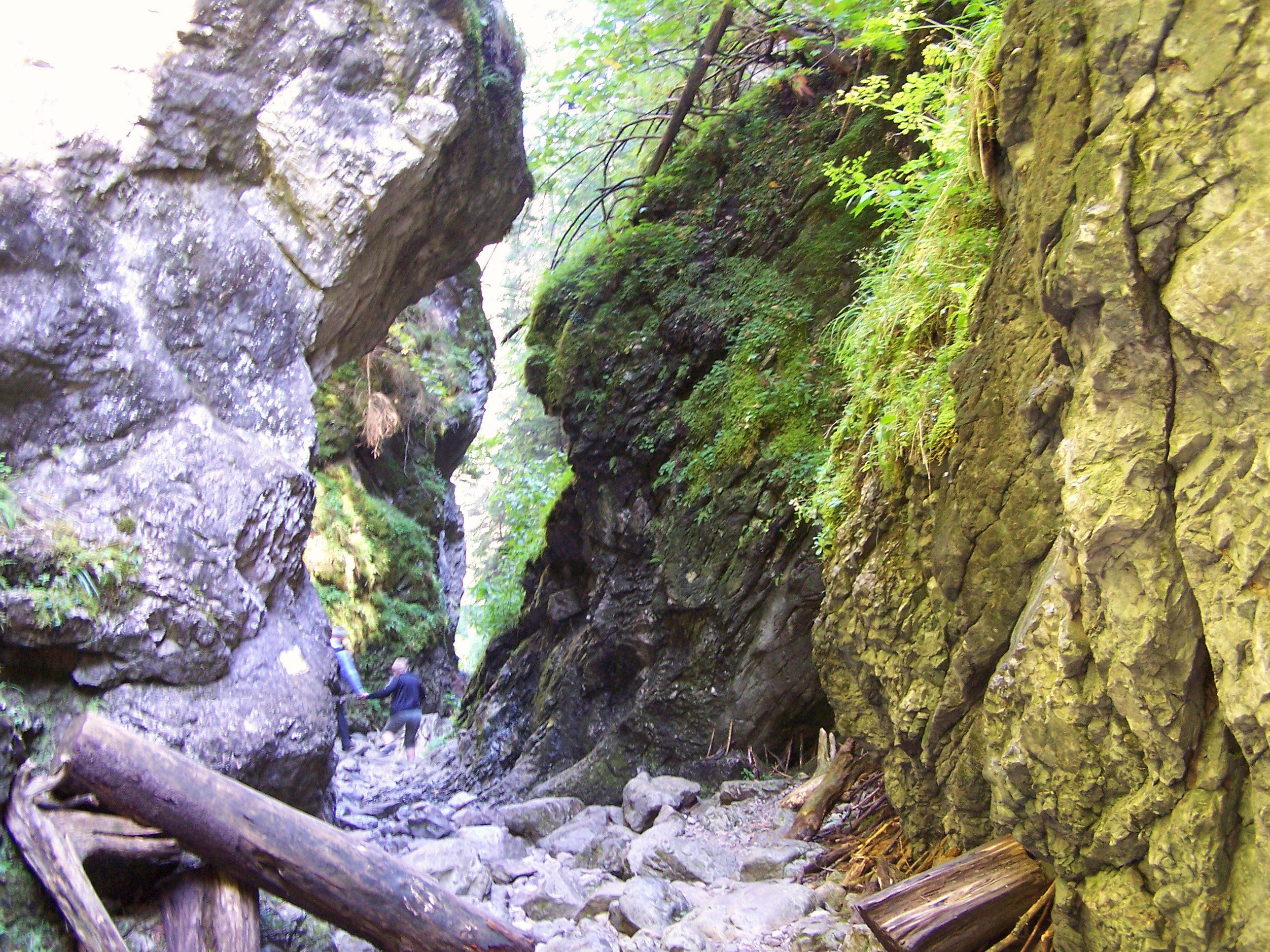
Phần đầu của Hẻm núi Kraków

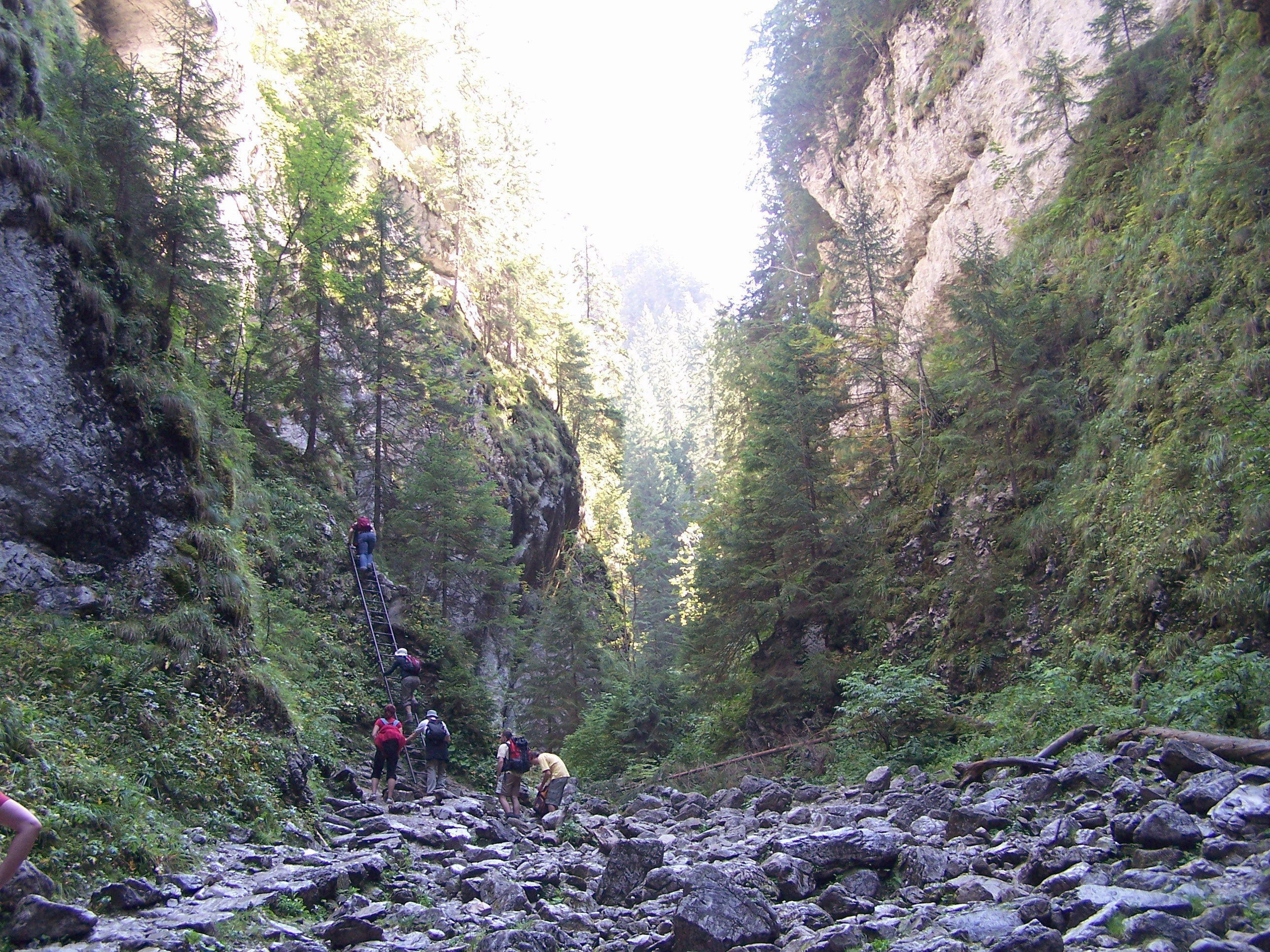
Tuyến du lịch khe núi

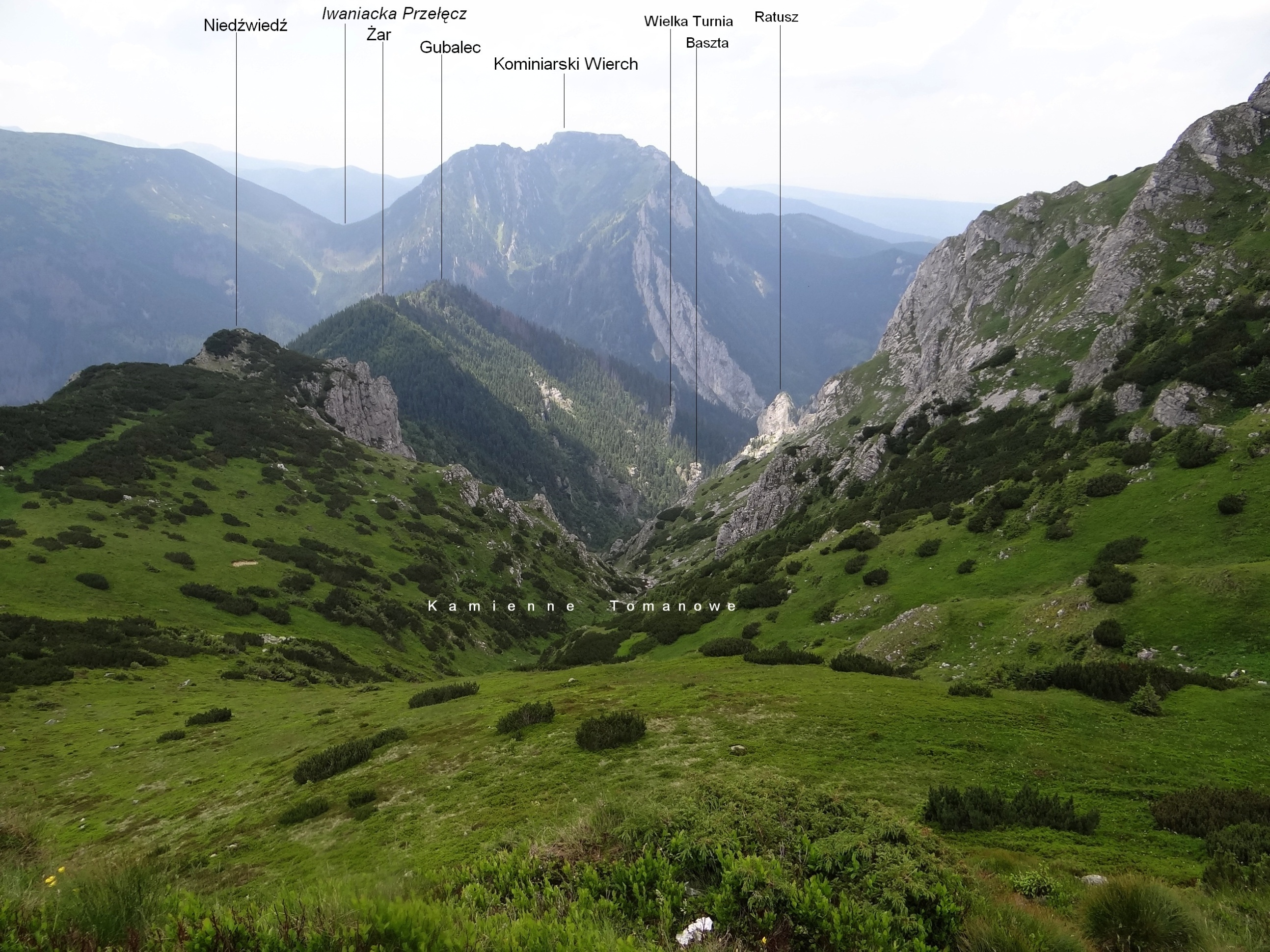
Phần trên của hẻm núi Kraków

Hẻm núi Kraków  - nằm bên phải của thung lũng Kościeliska trong dãy Tây Tatras, Ba Lan, thụt vào sâu trong sườn núi Ciemniak và Upłaziańskiej Kopy .

## Địa hình
Nó có tổng chiều dài khoảng 3 km và diện tích khoảng 2,3 km². Các lối ra được đặt ở độ cao khoảng 1040 m trên mực nước biển, ngay trước Cổng Raptawicka, ở phần trên của Polany Pisanej về phía đông, trong khi ngọn núi Wąwóz Kraków nằm cao ở sườn phía tây của Ciemniak . Ở phần trên, các nhánh rẽ ra thành hai nhánh cách nhau bởi Núi Cao (Tatry). Đó là :
- Phần trên của hẻm núi - Kamienne Tomanowe là một phần mở rộng của Hẻm núi Kraków,
- Con suối nhỏ Żleb Trzynastu Progów và Zadnie Kamienne với hai khe núi. Một trong số đó (khe Ice) có đường vào gần như dưới đèo Szeroka Siodło (2026 m).

Ngoài hai nhánh chính này, còn có một số khe núi và vùng trũng nhỏ hơn trong Hẻm núi Kraków, bao gồm Wologistski Żleb, vùng trũng Flush, Przednie Kamienne, Vùng trũng Saturn. Ở dưới cùng của khe núi có một số phần mở rộng: Rynek, Płaśń między Progi, vùng trũng Ratuszem .

## Mô tả
Hẻm núi Kraków được coi là hẻm núi đá đẹp nhất ở Tây Tatras Ba Lan. Nó đã được khám phá vào nửa đầu thế kỷ 19. Nơi này cũng bị những kẻ săn tìm kho báu xâm nhập, bằng chứng là những dấu vết mà họ để lại trên những tảng đá ở những nơi khó tiếp cận .
Nó được hình thành gần như hoàn toàn bằng đá vôi, chỉ phần cao nhất của Zadnia Kamienna được bao phủ bởi đá kết tinh, một lượng rất nhỏ trong số chúng cũng được tìm thấy trên Wysoki Przechód và Tomanowy Przechód. Nó được tạo ra trong phong hóa xói mòn đá cacbonat (đá vôi, dolomit), mà theo cách tương tự như hầu hết các hang động Tatra. Đó là lý do tại sao có hơn 120 hang động trong đó, 8 trong số đó dài hơn 100 mét. Đó là: Hang Wysoka – Za Siedmiu Progami, Hang Lodowa w Ciemniaku, Hang Psia, Hang Poszukiwaczy Skarbów, Groby, Hang ở dưới Zamkiem, Hang Zakosista và Hang ở dưới Okapem. Trong khe núi cũng có các địa hình khác điển hình cho các khu vực karst: ngóc ngách, hố sụt, rãnh karst, cầu đá .

## Trạng thái tự nhiên
Trong môi trường xung quanh Hẻm núi Kraków, có rất nhiều khu rừng mưa nhiệt đới và các động vật hoang dã, bao gồm cả gấu và chó sói. Ngoài ra, các loài thực vật quý hiếm ở Ba Lan bao gồm: hoa lan nhỏ, Senecio aurantiaca, Onobrychis montana, <b>Erigeron</b> Hungary và Carpathian Ostrostodle .

## Tuyến du lịch
Hẻm núi Krakow dẫn đường mòn du lịch màu vàng từ Polana Pisana. Tuyến đường một chiều, thời gian di chuyển khoảng 55 phút. Có một ngọn đuốc hữu ích cho khách tham quan Hang Rồng.